# انتخابات ریاست‌جمهوری ایران (۱۴۰۳)
چهاردهمین انتخابات ریاست‌جمهوری ایران برای انتخاب نهمین رئیس‌جمهور ایران جمعه ۸ تیر ۱۴۰۳ برگزار شد. در دور نخست هیچ‌یک از نامزدها نتوانستند به اکثریت مطلق آرا دست یابند و دور دوم انتخابات روز جمعه ۱۵ تیر با رقابت مسعود پزشکیان و سعید جلیلی برگزار و پزشکیان به عنوان نهمین رئیس‌جمهور ایران برگزیده شد.
رئیس‌جمهور پیشین ایران، سید ابراهیم رئیسی، ۳۰ اردیبهشت ۱۴۰۳ در سانحهٔ سقوط بالگرد کشته شد. بر اساس اصل ۱۳۱ قانون اساسی، با موافقت رهبری معاون اول او محمد مخبر از فردای همان روز و به مدت ۵۰ روز به عنوان مسئول ادارهٔ دولت آغاز به کار کرد. طبق همین اصل، شورایی سه‌نفره متشکل از محمد مخبر معاون اول رئیس‌جمهور، غلامحسین محسنی اژه‌ای رئیس قوه قضائیه و محمدباقر قالیباف رئیس مجلس شورای اسلامی، موظف شدند ترتیبی دهند که حداکثر ظرف ۵۰ روز، رئیس‌جمهور جدید با برگزاری انتخاباتی زودهنگام مشخص شود. مطابق تصویب جلسهٔ سران قوا انتخابات بعدی روز جمعه ۸ تیر ۱۴۰۳ برگزار شد و نامزد پیروز، دولت چهاردهم را تشکیل خواهد داد.
ثبت‌نام داوطلبان از ۱۰ تا ۱۴ خرداد انجام شد و اسامی نامزدهای تأییدشده از سوی شورای نگهبان، ۲۰ خرداد اعلام شد. بر اساس اعلام وزارت کشور، مسعود پزشکیان، مصطفی پورمحمدی، سعید جلیلی، علیرضا زاکانی، سید امیرحسین قاضی‌زاده هاشمی و محمدباقر قالیباف شش نامزدی بودند که صلاحیت‌شان برای انتخابات ریاست‌جمهوری ۱۴۰۳ احراز شده و از ۲۰ خرداد تا ۷ تیر برای کارزار انتخاباتی خود فرصت داشتند. قاضی‌زاده هاشمی ۶ تیر و زاکانی ۷ تیر از رقابت در انتخابات انصراف دادند.
در دور اول ۶۱ میلیون و ۴۵۲ هزار و ۳۲۱ نفر در داخل و خارج کشور واجد شرایط رأی دادن بودند. روند انتخابات از ساعت ۸ تا ۲۴ روز جمعه ۸ تیر ۱۴۰۳ به اجرا درآمد. وزارت کشور آمار مشارکت را ۲۴ میلیون و ۵۳۵ هزار و ۱۸۵ نفر، معادل ۳۹٫۹۲٪ واجدین شرایط اعلام کرد که پایین‌ترین نرخ مشارکت در انتخابات‌های ریاست‌جمهوری ایران محسوب می‌شود. سید علی خامنه‌ای در واکنش به این امر، مشارکت انتخابات را کمتر از حق توقع و پیش‌بینی‌ها دانست و خواستار بررسی علت این مسئله توسط جامعه‌شناسان و سیاست‌مداران شد. در دور دوم انتخابات، آرا به ۳۰ میلیون و ۵۳۰ هزار و ۱۵۷ رسید که یعنی ۴۹ درصد از واجدین شرایط در انتخابات شرکت کرده‌اند.

## پیش‌زمینه
در جریان سانحهٔ سقوط بالگرد ورزقان که در ۳۰ اردیبهشت ۱۴۰۳ رخ داد، سید ابراهیم رئیسی رئیس‌جمهور وقت و همراهانش کشته شدند. سپس جلسهٔ فوق‌العادهٔ هیئت دولت به ریاست محمد مخبر معاون اول رئیس‌جمهور آغاز شد. طبق اصل ۱۳۱ قانون اساسی، مخبر پس از تأیید رهبر ایران به‌عنوان مسئول ادارهٔ دولت آغاز به کار کرد. او به‌مدت ۵۰ روز مسئولیت‌های ریاست‌جمهوری را بر عهده دارد و طبق قانون اساسی، پس از آن انتخابات ریاست‌جمهوری زود هنگام برگزار می‌شود.
محسن اسلامی، مدیرکل انتخابات وزارت کشور ۳۱ اردیبهشت اعلام کرد برنامهٔ زمان‌بندی انتخابات، همان روز در ستاد انتخابات کشور مورد بررسی قرار گرفت و نهایی شد. ۸ تیر به‌عنوان تاریخ برگزاری انتخابات توسط شورای نگهبان تأیید شد و ثبت‌نام داوطلبان از ۱۰ تا ۱۴ خرداد انجام شد.

## سامانهٔ رأی‌گیری
ستاد انتخابات کشور برای برگزاریِ رأی‌گیریِ الکترونیک در چند حوزه از جمله کلان‌شهر تهران و بعضی دیگر کلان‌شهرها اعلام آمادگی کرده بود اما اجرای این طرح منوط به پذیرش از سوی شورای نگهبان اعلام شد. طبق قانون تا قبل از این امکان اخذ رأی فقط با شناسنامه امکان‌پذیر بود که در ماده جدیدی که در قانون انتخابات ریاست‌جمهوری اخیراً تصویب شد، کارت ملی نیز به آن افزوده شده است. سخنگوی ستاد انتخابات کشور در ۲۲ خرداد اعلام کرد تمام تعرفه‌های رأی کاغذی بوده و همچنین نیاز به مُهر زدن روی شناسنامه نیست.
اخذ رأی در تمامی شعب داخل و خارج از کشور به مدت یک روز در ۸ تیر ۱۴۰۳ از ساعت ۸ صبح انجام شد. افراد زادهٔ تاریخ ۸ تیر ۱۳۸۵ به قبل می‌توانستند در انتخابات شرکت کنند. رأی‌دهی در داخل کشور با کارت ملی یا شناسنامه انجام شد. سخنگوی ستاد انتخابات کشور توصیه کرده بود رأی‌دهندگان با کارت ملی در شعب اخذ رأی حضور یابند. در شعب اخذ رأی، احرار هویت الکترونیکی انجام شد، اما تعرفهٔ رأی کاغذی بود. در ۳۴۴ شعبه خارج کشور، احراز هویت با گذرنامه انجام شد. اگر نامزدها در مرحله نخست اکثریت مطلق آرا را به‌دست نیاورند، دو نفری که بیشترین آرا را به‌دست آورند، به مرحله دوم خواهند رفت.

## داوطلبان
ثبت‌نام نامزدها از ساعت ۸ صبح ۱۰ خرداد تا ساعت ۱۸ روز ۱۴ خرداد انجام شد. بنا بر اعلام احمد وحیدی، در این پنج روز ۲۸۷ نفر برای ثبت‌نام به وزارت کشور مراجعه کردند که از بین آن‌ها، ۸۰ نفر واجد شرایط اولیه بودند و پروندهٔ آن‌ها جهت احراز صلاحیت به شورای نگهبان ارسال شده است. سخنگوی شورای نگهبان اعلام کرد پس از اعلام فهرست نهایی نامزدها، امکان اعتراض به ردصلاحیت‌ها در انتخابات ریاست‌جمهوری وجود ندارد. سید محمدتقی شاهچراغی، رئیس ستاد انتخابات کشور، با مقایسه تعداد ثبت‌نام‌کنندگان این دوره با انتخابات سال ۱۳۹۶ (۱۶۳۶ متقاضی) و انتخابات سال ۱۴۰۰ (۵۹۲ متقاضی) کاهش آمار ثبت‌نام را ناشی از منوط کردن ثبت‌نام نامزدها به داشتن شرایط اولیه دانست.
نمایندگان ادوار مجلس شورای اسلامی در میان ثبت‌نام‌کنندگان این دوره حضور چشمگیری داشتند که با واکنش‌هایی در بین شخصیت‌های سیاسی همراه شد. از جمله سعید حجاریان با اشاره به نمایشی بودن حضور کاندیداها در وزارت کشور و عدم ارائه برنامه توسط آن‌ها، اعلام کرد نام این روند هرچه که باشد، سیاست‌ورزی و انتخابات نیست. در واکنشی دیگر غلامحسین کرباسچی در انتقاد از نحوه برگزاری انتخابات، از روند ثبت‌نام‌ها به عنوان یک «مراسم فکاهی» نام برد. خبرآنلاین در گزارشی اعلام کرد بیش از ۷۰ درصد کاندیداهای این دور از انتخابات سابقه حضور در پارلمان را داشته‌اند. ایسنا هم نوشت اگرچه بر اساس قانون نمایندگان مجلس امکان ثبت‌نام در انتخابات ریاست‌جمهوری را دارند؛ اما بسیاری از آن‌ها عرفاً برای جایگاه ریاست‌جمهوری مناسب نیستند. برخی از نمایندگان ادوار مجلس که سال‌ها از آن‌ها خبری نبوده یا برخی نمایندگان هم که در انتخابات اخیر مجلس رأی نیاورده‌اند در بین افراد ثبت‌نام شده دیده می‌شوند. جلال جلالی‌زاده، سیاستمدار اهل‌سنت به دلیل منع قانونی جامعه اهل‌سنت ایران طبق اصل ۱۲ و همچنین اصل ۱۱۵ قانون اساسی جمهوری اسلامی ایران مبنی بر اینکه غیر شیعیان نمی‌توانند در انتخابات ریاست جمهوری ثبت نام کنند، از کاندیدا شدن منع شد.
بررسی صلاحیت داوطلبان انتخابات ریاست جمهوری در شورای نگهبان از ۱۵ خرداد آغاز شد و در ۲۰ خرداد به پایان رسید. احمد جنتی دبیر شورای نگهبان در روز پنج‌شنبه ۱۷ خرداد در جریان بررسی صلاحیت نامزدها مدعی شد که هیچ نهاد یا فردی برای تأیید یا رد صلاحیت نمی‌تواند به این شورا فشار بیاورد؛ او دراین‌باره گفت که کسی «جرئت» انجام این کار را ندارد. یک روز بعد نامه‌ای با امضای ۱۵ عضو دولت به شورای نگهبان منتشر شد که در آن از آن شورا درخواست شد تا صلاحیت محمدمهدی اسماعیلی، وزیر ارشاد دولت رئیسی را تأیید کند که در نهایت مورد تأیید صلاحیت شورای نگهبان قرار نگرفت.

## نامزدهای تأیید صلاحیت‌شده
اسامی نامزدها در ۲۰ خرداد اعلام شد. بر اساس اعلام وزارت کشور، پزشکیان، پورمحمدی، جلیلی، زاکانی، قاضی‌زاده هاشمی و قالیباف شش نامزدی بودند که صلاحیت‌شان برای انتخابات ریاست‌جمهوری ۱۴۰۳ احراز شده و از ۲۰ خرداد تا ۷ تیر برای کارزار انتخاباتی خود فرصت داشتند.
همچنین علی لاریجانی، سید وحید حقانیان، محمود احمدی‌نژاد، مهرداد بذرپاش، سید صولت مرتضوی، اسحاق جهانگیری، محمدمهدی اسماعیلی، عباس آخوندی، محمد شریعتمداری، محمود صادقی و عبدالناصر همتی از جمله افراد سرشناسی هستند که صلاحیت‌شان رد شده است.
| نام                         | نگاره | جناح سیاسی | حزب            | سوابق برجسته | وضعیت      | توضیحات                                                                                         |
| --------------------------- | ----- | ---------- | -------------- | --- | ---------- | ----------------------------------------------------------------------------------------------- |
| مسعود پزشکیان (کارزار)      |       | اصلاح‌طلب   | مستقل          | نمایندهٔ مجلس شورای اسلامی (از ۱۳۸۷) وزیر بهداشت، درمان و آموزش پزشکی (۱۳۸۴–۱۳۸۰)                                         | پیروز شد   | ۱۰ میلیون و ۴۱۵ هزار و ۹۹۱ رای در دور اول انتخابات و ۱۶ میلیون و ۳۸۴ هزار و ۴۰۳ رای در دور دوم. |
| سعید جلیلی (کارزار)         |       | اصول‌گرا    | مستقل          | دبیر شورای عالی امنیت ملی (۱۳۹۲–۱۳۸۶) معاون اروپا و آمریکا وزیر امور خارجه (۱۳۸۶–۱۳۸۴)                                   | شکست خورد  | ۹ میلیون و ۴۷۳ هزار و ۲۹۸ رای در دور اول انتخابات و ۱۳ میلیون و ۵۳۸ هزار و ۱۷۹ رای در دور دوم.  |
| محمدباقر قالیباف (کارزار)   |       | اصول‌گرا    | پیشرفت و عدالت | رئیس مجلس شورای اسلامی (از ۱۳۹۹) شهردار تهران (۱۳۹۶–۱۳۸۴) رئیس ستاد مرکزی مبارزه با قاچاق کالا و ارز (۱۳۸۴–۱۳۸۳)         | شکست خورد  | ۳ میلیون و ۳۸۳ هزارو ۳۴۰ رای                                                                    |
| مصطفی پورمحمدی (کارزار)     |       | اصول‌گرا    | روحانیت مبارز  | وزیر دادگستری (۱۳۹۶–۱۳۹۲) رئیس سازمان بازرسی کل کشور (۱۳۹۲–۱۳۸۷) وزیر کشور (۱۳۸۷–۱۳۸۴) قائم‌مقام وزیر اطلاعات (۱۳۷۸–۱۳۷۶) | شکست خورد  | ۲۰۶ هزار و ۳۹۷ رای                                                                              |
| علیرضا زاکانی               |       | اصول‌گرا    | رهپویان        | شهردار تهران (از ۱۴۰۰) نمایندهٔ مجلس شورای اسلامی (۱۴۰۰–۱۳۹۹؛ ۱۳۹۵–۱۳۸۷)                                                  | انصراف داد | در بیانیهٔ انصرافش از جلیلی و قالیباف خواست تا با «وحدت» مانع از تشکیل «دولت سوم روحانی» شوند.   |
| سید امیرحسین قاضی‌زاده هاشمی |       | اصول‌گرا    | قانون          | رئیس بنیاد شهید و امور ایثارگران (از ۱۴۰۰) نمایندهٔ مجلس شورای اسلامی (۱۴۰۰–۱۳۸۷)                                         | انصراف داد | در بیانیهٔ انصرافش از نامزد مشخصی حمایت نکرد و صرفاً به لزوم انسجام نیروهای انقلاب اشاره کرد.     |

## رقابت‌های انتخاباتی

### مسعود پزشکیان
مسعود پزشکیان پس از تأیید صلاحیت خود با شعار «برای ایران» به رقابت‌های انتخاباتی پرداخت. او اذعان داشت که به دنبال ایجاد انسجام داخلی با حمایت از نخبگان و کارشناسان است و از حمایت سید محمد خاتمی، رئیس‌جمهور اصلاحات، و جبهه اصلاحات ایران برخوردار بود. پزشکیان هدف خود را احیای برجام، بهبود روابط با دنیا، پذیرش قرارداد FATF و کاهش فیلترینگ اعلام کرد و برنامه خود را اجرای سیاست‌های رهبر جمهوری اسلامی ایران دانست. او از مخالفان برخورد خشونت‌آمیز حکومت در خصوص تحمیل حجاب اجباری به زنان است اما در خصوص گشت ارشاد، قول قطعی نداد و اعلام کرد باید با دیگران گفتگو کند تا آن‌ها را در خصوص برچیده شدن گشت ارشاد قانع کند. اما او تضمین داد «تمام دولت در برابر گشت‌های اجباری، فیلتر کردن و فیلترشکن‌بازی و فشارهای بیرونی در همه جلسات تمام قد بایستد». پزشکیان از حمایت مهدی کروبی، محمدجواد ظریف، حسن روحانی، علی‌اکبر ناطق‌نوری، محمدجواد آذری جهرمی، محسن هاشمی رفسنجانی و سید محمد خاتمی برخوردار بود.

### سعید جلیلی
سعید جلیلی با شعار «یک جهان فرصت، یک ایران جهش؛ هر ایرانی یک نقش باشکوه» وارد کارزار انتخاباتی شد. او که از حمایت رسمی جبهه پایداری برخوردار بود، با دفاع از فیلترینگ فضای مجازی و دفاع از برخورد حکومت با زنان بدون حجاب اجباری، کمپین تبلیغاتی خود را پیش برد. او ضمن خسارت‌بار شمردن برجام، اعلام کرد هدف دولتش مقاومت در برابر دولت ایالات متحده است تا آن‌ها را از اعمال تحریم‌های اقتصادی پشیمان کند. در مناظرات انتخاباتی، جلیلی توسط پورمحمدی به خیانت در خصوص پرونده کرسنت متهم شد و اقدام جلیلی برای جلوگیری از اجرای این قرارداد را خسارت‌بار خواند. جلیلی ضمن تکذیب ادعای پورمحمدی او را متهم کرد که چرا به قرارداد کرسنت در زمان تصدی خود در سازمان بازرسی کل کشور رسیدگی نکرده است. بیژن نامدار زنگنه- وزیر نفت وقت در زمان قرارداد کرسنت- در پاسخ به جلیلی اقدامات او را خیانت‌بار دانست و جلیلی را به مناظره دعوت کرد.

### محمدباقر قالیباف
قالیباف با شعار «خدمت و پیشرفت» به رقابت انتخاباتی پرداخت. او اعلام کرد در صورت رسیدن به قدرت، در مرزهای شرقی ایران دیوار خواهد کشید تا از ورود مهاجران غیرقانونی افغانستان به خاک ایران جلوگیری کند. همچنین قالیباف ایده تبدیل مکران به پایتخت دوم اقتصادی ایران را به همراه دفاع از واردات خودروهای خارجی به عنوان کمپین تبلیغاتی خود برگزید.

### مصطفی پورمحمدی
پورمحمدی شعار «دولت قرار» را برای کمپین خود برگزید. او خواستار تکمیل طرح اینترنت ملی و ایجاد یک پیام‌رسان داخلی قوی و برچیدن فیلترشکن‌ها شد. همچنین از تقویت تحزب در فضای سیاسی دفاع کرد و مدل اقتصادی مدنظر خود را اقتصاد آزاد بازار نامید.

### امیرحسین قاضی‌زاده هاشمی
قاضی‌زاده هاشمی با شعار «دولت مردم و خانواده» به عرصه انتخابات پا گذاشت و عمده تمرکز او در مناظره‌های انتخاباتی، دفاع از دولت سید ابراهیم رئیسی بود. او در ۶ تیر ۱۴۰۳ بدون حمایت از نامزدی مشخص از انتخابات انصراف داد. او انصراف خود را پاسخ به درخواست مکتوب شورای عالی اجماع نیروهای انقلاب دانست و خواستار اجماع سه نامزد باقی‌مانده اصولگرا شد.

### علیرضا زاکانی
علیرضا زاکانی با شعار «پاک باش و خدمتگزار» وارد عرصه انتخابات شد. او ایده پرداخت اعتبار طلا به هر ایرانی، کاهش قیمت بنزین به ۱۵۰۰ تومان و تحویل گوشت به منزل هر ایرانی را در کمپین تبلیغاتی خود مطرح کرد. زاکانی توسط پزشکیان متهم شد که حضورش در انتخابات صرفاً برای پوشش نامزدی دیگر است. اما او ضمن تکذیب این ادعا اعلام کرد تا پایان رقابت‌ها در انتخابات حاضر خواهد بود تا نگذارد پزشکیان به ریاست‌جمهوری برسد. زاکانی در ۷ تیر ۱۴۰۳ از انتخابات انصراف داد. او در متن انصرافش بدون حمایت از نامزدی مشخص، از جلیلی و قالیباف خواست تا با «وحدت» مانع از تشکیل «دولت سوم روحانی» شوند.

## نظرسنجی‌ها

### نتایج

#### دور دوم
| تاریخ     | مجری / کارفرما         | اندازهٔنمونه | پزشکیان | جلیلی | هیچ‌کدام/نمی‌دانم | پیشتازی |
| --------- | ---------------------- | ----------- | ------- | ----- | --------------- | ------- |
| ۱۳–۱۴ تیر | ملت/مرکز پژوهش‌های مجلس | ۱٫۱۰۰       | ۵۳٫۷٪   | ۴۴٫۲٪ | ۲٫۱٪            | ۹٫۵٪    |
| ۱۳ تیر    | ایسپا                  | ۳٫۶۰۶       | ۴۹٫۵٪   | ۴۳٫۹٪ | ۶٫۶٪            | ۵٫۶٪    |
| ۱۲–۱۳ تیر | شناخت                  | ۱٫۰۰۰       | ۵۱٪     | ۴۹٪   | —               | ۲٪      |
| ۱۰–۱۱ تیر | شناخت                  | ۱٫۰۰۰       | ۵۲٪     | ۴۸٪   | —               | ۴٪      |

#### پس از اعلام نامزدهای تأیید صلاحیت شده
| تاریخ       | مجری / کارفرما           | اندازهٔنمونه              | پزشکیان                  | پورمحمدی                 | جلیلی                    | زاکانی                   | قاضی‌زاده هاشمی           | قالیباف                  | هیچ‌کدام/نمی‌دانم          | پیشتازی                  |
| ----------- | ------------------------ | ------------------------ | ------------------------ | ------------------------ | ------------------------ | ------------------------ | ------------------------ | ------------------------ | ------------------------ | ------------------------ |
| ۶ تیر       | ایسپا                    | ۳۵۸۹                     | ۳۳٫۱٪                    | ۱٫۴٪                     | ۲۸٫۸٪                    | ۲٫۱٪                     | ۲٫۸٪                     | ۱۹٫۱٪                    | ۲٫۲٪                     | ۴٫۳٪                     |
| ۵–۶ تیر     | شناخت                    | ۱۰۰۰                     | ۳۰٪                      | ۱٪                       | ۲۱٪                      | ۱٪                       | ۲٪                       | ۲۰٪                      | ۱۶٪                      | ۹٪                       |
| ۵ تیر       | مناظره پنجم              | مناظره پنجم              | مناظره پنجم              | مناظره پنجم              | مناظره پنجم              | مناظره پنجم              | مناظره پنجم              | مناظره پنجم              | مناظره پنجم              | مناظره پنجم              |
| ۴ تیر       | مناظره چهارم             | مناظره چهارم             | مناظره چهارم             | مناظره چهارم             | مناظره چهارم             | مناظره چهارم             | مناظره چهارم             | مناظره چهارم             | مناظره چهارم             | مناظره چهارم             |
| ۴–۲ تیر     | ملت/ مرکز پژوهش‌های مجلس  | ۱۱۰۰                     | ۲۳٫۵٪                    | ۰٫۵٪                     | ۱۶٫۳٪                    | ۱٫۲٪                     | ۳٫۲٪                     | ۱۶٫۹٪                    | ۳٪                       | ۶٫۶٪                     |
| ۳–۲ تیر     | شناخت                    | ۱۰۰۰                     | ۲۸٪                      | ۱٪                       | ۲۰٪                      | ۱٪                       | ۳٪                       | ۱۹٪                      | ۱۲٪                      | ۸٪                       |
| ۳–۲ تیر     | مرکز تحلیل اجتماعی متا   | ۱۵۰۰                     | ۲۴٫۴٪                    | ۲٪                       | ۲۱٫۵٪                    | ۲٫۴٪                     | ۴٫۵٪                     | ۲۳٫۴٪                    | —                        | ۱٪                       |
| ۳–۲ تیر     | ایسپا                    | ۴۰۵۷                     | ۲۴٫۴٪                    | ۰٫۷٪                     | ۲۴٪                      | ۱٫۷٪                     | ۲٪                       | ۱۴٫۷٪                    | ۱٫۲٪                     | ۰٫۴٪                     |
| ۱ تیر       | مناظره سوم               | مناظره سوم               | مناظره سوم               | مناظره سوم               | مناظره سوم               | مناظره سوم               | مناظره سوم               | مناظره سوم               | مناظره سوم               | مناظره سوم               |
| ۳۱ خرداد    | مناظره دوم               | مناظره دوم               | مناظره دوم               | مناظره دوم               | مناظره دوم               | مناظره دوم               | مناظره دوم               | مناظره دوم               | مناظره دوم               | مناظره دوم               |
| ۳۱–۲۹ خرداد | مرکز تحقیقات صداوسیما    | —                        | ۱۹٫۴٪                    | ۰٫۹٪                     | ۲۲٫۵٪                    | ۲٫۲٪                     | ۲٫۷٪                     | ۱۹٫۵٪                    | ۱٪                       | ۳٪                       |
| ۳۱–۲۹ خرداد | ملت/ مرکز پژوهش‌های مجلس  | ۸۵۰                      | ۱۸٫۹٪                    | ۱٫۸٪                     | ۱۸٫۲٪                    | ۲٪                       | ۴٫۶٪                     | ۲۰٫۷٪                    | ۲٫۷٪                     | ۱٫۸٪                     |
| ۳۰–۲۹ خرداد | ایسپا                    | ۴۵۴۵                     | ۱۹٫۸٪                    | ۰٫۹٪                     | ۲۶٫۲٪                    | ۲٪                       | ۲٫۶٪                     | ۱۹٪                      | ۰٫۵٪                     | ۶٫۴٪                     |
| ۳۰–۲۸ خرداد | گمان                     | —                        | ۳۷٫۷٪                    | ۰٫۹٪                     | ۲۹٫۴٪                    | ۱٫۳٪                     | ۲٫۳٪                     | ۸٫۳٪                     | ۱٫۷٪                     | ۸٫۳٪                     |
| ۲۸ خرداد    | مناظره اول               | مناظره اول               | مناظره اول               | مناظره اول               | مناظره اول               | مناظره اول               | مناظره اول               | مناظره اول               | مناظره اول               | مناظره اول               |
| ۲۶–۲۴ خرداد | شناخت                    | ۱۰۰۰                     | ۲۱٪                      | ۱٪                       | ۲۱٪                      | ۱٪                       | ۲٪                       | ۳۴٪                      | ۴٪                       | ۱۳٪                      |
| ۲۴–۲۲ خرداد | ایسپا                    | ۴۵۴۵                     | ۱۳٫۷٪                    | ۰٫۸٪                     | ۲۳٫۷٪                    | ۲٪                       | ۲٫۴٪                     | ۱۵٫۳٪                    | ۰٫۷٪                     | ۸٫۴٪                     |
| ۲۴–۲۲ خرداد | شناخت                    | ۱۰۰۰                     | ۱۳٫۴٪                    | ۰٫۸٪                     | ۲۰٪                      | ۱٫۲٪                     | ۳٫۳٪                     | ۲۸٫۷٪                    | ۵٫۷٪                     | ۸٫۷٪                     |
| ۲۲ خرداد    | یک مرکز دانشگاهی         | —                        | ۱۹٪                      | ۴٪                       | ۲۵٪                      | ۵٪                       | ۲٪                       | ۳۰٪                      | ۱۵٪                      | ۵٪                       |
| ۲۰ خرداد    | اعلام رسمی اسامی نامزدان | اعلام رسمی اسامی نامزدان | اعلام رسمی اسامی نامزدان | اعلام رسمی اسامی نامزدان | اعلام رسمی اسامی نامزدان | اعلام رسمی اسامی نامزدان | اعلام رسمی اسامی نامزدان | اعلام رسمی اسامی نامزدان | اعلام رسمی اسامی نامزدان | اعلام رسمی اسامی نامزدان |

#### پیش از اعلام نامزدهای تأیید صلاحیت شده
| تاریخ     | مجری /کارفرما          | اندازهٔنمونه         | احمدی‌نژاد           | جلیلی               | ظریف                | مخبر                | قالیباف             | فتاح                | پزشکیان             | جهرمی               | لاریجانی            | زاکانی              | بذرپاش              | هیچ‌کدام             | پیشتازی             |
| --------- | ---------------------- | ------------------- | ------------------- | ------------------- | ------------------- | ------------------- | ------------------- | ------------------- | ------------------- | ------------------- | ------------------- | ------------------- | ------------------- | ------------------- | ------------------- |
| ۱۰ خرداد  | آغاز ثبت‌نام نامزدان    | آغاز ثبت‌نام نامزدان | آغاز ثبت‌نام نامزدان | آغاز ثبت‌نام نامزدان | آغاز ثبت‌نام نامزدان | آغاز ثبت‌نام نامزدان | آغاز ثبت‌نام نامزدان | آغاز ثبت‌نام نامزدان | آغاز ثبت‌نام نامزدان | آغاز ثبت‌نام نامزدان | آغاز ثبت‌نام نامزدان | آغاز ثبت‌نام نامزدان | آغاز ثبت‌نام نامزدان | آغاز ثبت‌نام نامزدان | آغاز ثبت‌نام نامزدان |
| ۹–۸ خرداد | مرکز تحلیل اجتماعی متا | ۱٬۱۰۰               | ۲۳٫۷٪               | ۲۰٫۷٪               | ۱۷٫۷٪               | ۷٫۳٪                | ۴٫۸٪                | ۴٫۸٪                | ۴٫۶٪                | ۴٫۱٪                | ۳٫۴٪                | ۰٫۷٪                | ۰٫۷٪                | ۶٫۷٪                | ۳٫۰٪                |

### مشارکت
| تاریخ       | مجری / کارفرما           | اندازهٔ نمونه             | حاشیهٔ خطا                | برآورد مشارکت            | حتماً                     | احتمال زیاد              | احتمال کم                | اصلاً                     | نمی‌دانم                  |
| ----------- | ------------------------ | ------------------------ | ------------------------ | ------------------------ | ------------------------ | ------------------------ | ------------------------ | ------------------------ | ------------------------ |
| ۱۳–۱۴ تیر   | ملت/مرکز پژوهش‌های مجلس   | ۱٫۱۰۰                    | ٪±۳                      | ۴۲٫۷٪                    | —                        | —                        | —                        | —                        | —                        |
| ۱۳ تیر      | ایسپا                    | ۳۶۰۶                     | ٪±۲                      | ۴۵٪                      | —                        | —                        | —                        | —                        | —                        |
| ۸ تیر       | دور اول انتخابات         | دور اول انتخابات         | دور اول انتخابات         | دور اول انتخابات         | دور اول انتخابات         | دور اول انتخابات         | دور اول انتخابات         | دور اول انتخابات         | دور اول انتخابات         |
| ۶ تیر       | ایسپا                    | ۳۵۸۹                     | ٪±۲                      | ۵۱٪                      | ۴۶٪                      | ۷٫۹٪                     | ۵٫۱٪                     | ۲۸٫۸٪                    | ۱۲٫۲٪                    |
| ۴–۲ تیر     | ملت/ مرکز پژوهش‌های مجلس  | ۱۱۰۰                     | ٪±۳                      | ۴۵٫۷٪                    | ۴۵٫۷٪                    | —                        | —                        | ۲۲٫۶٪                    | ۳۱٫۶٪                    |
| ۳–۲ تیر     | شناخت                    | ۱۰۰۰                     | —                        | ۵۳٪                      | ۵۳٪                      | —                        | —                        | ۳۲٪                      | ۱۵٪                      |
| ۳–۲ تیر     | مرکز تحلیل اجتماعی متا   | ۱۵۰۰                     | —                        | ۵۱٫۷٪                    | ۵۱٫۷٪                    | —                        | —                        | —                        | —                        |
| ۳–۲ تیر     | ایسپا                    | ۴۰۵۷                     | —                        | ۵۱٫۶٪                    | ۴۳٫۹٪                    | ۷٫۷٪                     | ۵٫۷٪                     | ۲۷٫۹٪                    | ۱۴٫۸٪                    |
| ۳۱–۲۹ خرداد | ملت/ مرکز پژوهش‌های مجلس  | ۸۵۰                      | ٪±۳٫۴                    | ۴۵٫۵٪                    | ۴۵٫۵٪                    | —                        | —                        | ۲۱٫۴٪                    | ۳۱٫۸٪                    |
| ۳۰–۲۹ خرداد | ایسپا                    | ۴٬۵۴۵                    | —                        | ۵۰٫۲٪                    | ۴۲٫۵٪                    | ۷٫۷٪                     | ۶٫۵٪                     | ۲۷٫۲٪                    | ۱۶٫۱٪                    |
| ۲۴–۲۲ خرداد | ایسپا                    | –                        | —                        | ۵۲٫۱٪                    | ۴۵٪                      | ۷٫۱٪                     | ۴٫۶٪                     | ۳۱٫۶٪                    | ۱۱٫۷٪                    |
| ۲۴–۲۱ خرداد | ملت/ مرکز پژوهش‌های مجلس  | ۱٬۰۰۰                    | ٪±۳٫۱                    | ۴۴٫۳٪                    | ۴۴٫۳٪                    | —                        | —                        | ۲۷٫۴٪                    | ۲۸٫۴٪                    |
| ۲۰ خرداد    | اعلام رسمی اسامی نامزدان | اعلام رسمی اسامی نامزدان | اعلام رسمی اسامی نامزدان | اعلام رسمی اسامی نامزدان | اعلام رسمی اسامی نامزدان | اعلام رسمی اسامی نامزدان | اعلام رسمی اسامی نامزدان | اعلام رسمی اسامی نامزدان | اعلام رسمی اسامی نامزدان |
| ۲۰–۱۹ خرداد | ایسپا                    | ۳٬۹۰۶                    | —                        | ۵۱٫۷٪                    | ۴۴٫۴٪                    | ۷٫۳٪                     | ۴٫۸٪                     | ۲۸٫۷٪                    | ۱۴٫۹٪                    |
| ۱۰ خرداد    | آغاز ثبت‌نام نامزدان      | آغاز ثبت‌نام نامزدان      | آغاز ثبت‌نام نامزدان      | آغاز ثبت‌نام نامزدان      | آغاز ثبت‌نام نامزدان      | آغاز ثبت‌نام نامزدان      | آغاز ثبت‌نام نامزدان      | آغاز ثبت‌نام نامزدان      | آغاز ثبت‌نام نامزدان      |
| ۹–۸ خرداد   | مرکز تحلیل اجتماعی متا   | ۱٬۱۰۰                    | —                        | ۴۸٫۳٪                    | ۴۸٫۳٪                    | —                        | —                        | —                        | —                        |
| ۹–۶ خرداد   | ملت/ مرکز پژوهش‌های مجلس  | ۱٬۰۰۰                    | ٪±۳                      | ۵۳٫۴٪                    | ۵۳٫۴٪                    | —                        | —                        | ۱۷٫۷٪                    | ۲۸٫۹٪                    |

## تحریم انتخابات
رضا پهلوی پیش از آغاز انتخابات، آن را سیرک انتخابات نامیده بود. وی در ایکس نوشت پاسخ ملت بزرگ ایران به کل این مضحکه یک نه قاطع است. فرین عاصمی در گزارشی در BBC فارسی به تحریم‌کنندگان انتخابات ریاست‌جمهوری چهاردهم پرداخت. این گزارش با اشاره به حضور نداشتن زنان، مخالفان حکومت و گروه‌های مختلف قومی و دینی در انتخابات، آن را رویدادی غیر آزاد و مهندسی‌شده ارزیابی کرد. در این گزارش با تعدادی از شهروندان ناشناس ایرانی گفتگو شده که دلایل تحریم انتخابات را سرکوب‌های خونین حکومت در اعتراضات آبان ۱۳۹۸، خیزش سراسری سال ۱۴۰۱، احترام به کشته‌شدگان اعتراضات ضد حکومتی، عدم امید به تغییر و بهبود آینده و مخالفت با کلیت نظام جمهوری اسلامی بیان کردند. همچنین صدیقه وسمقی، فعال سیاسی و اجتماعی، مشارکت در انتخابات را ریختن سرمایه اجتماعی به جیب حکومت ارزیابی کرد و ضمن دعوت به عدم مشارکت، پایین بودن نرخ رای‌دهندگان را موجب ریزش حامیان حکومت دانست. مولوی عبدالحمید امام جمعه زاهدان نیز در این دوره از انتخابات از نامزدی حمایت نکرد.
دور اول انتخابات چهاردهم کمترین میزان مشارکت در انتخابات ریاست جمهوری را از زمان تشکیل جمهوری اسلامی ثبت کرد. ایران اینترنشنال با مقایسه نرخ مشارکت در انتخابات‌های ریاست‌جمهوری بر اساس شیب نزولی شرکت‌کنندگان از سال ۱۴۰۰، این خبر را با تیتر «مرگ تدریجی مشروعیت جمهوری اسلامی» پوشش داد.
زندانیان سیاسی به شکل گسترده انتخابات را تحریم کردند. از جمله مجید توکلی، نرگس محمدی، مصطفی تاجزاده، فائزه هاشمی، کیوان مهتدی و شماری دیگر از زندانیان. میرحسین موسوی و زهرا رهنورد نیز از حضور صندوق رای در محل حصر ممانعت به عمل آوردند. همچنین محمود احمدی‌نژاد به سیاق انتخابات پیشین در رای‌گیری شرکت نکرد.
پژمان طهوری در تحلیل تحریم انتخابات توسط اکثریت مردم ایران، اصلاح‌طلبان را بدون پایگاه اجتماعی ارزیابی کرد. به عقیده او از آن‌جایی که برخی مشارکت کم مردم در انتخابات‌های پیشین را در نتیجه عدم حضور کاندیدای جدی اصلاح‌طلبان می‌دانستند؛ ولی در انتخابات چهاردهم با وجود حضور حداکثری اصلاح‌طلبان، نرخ مشارکت از انتخابات قبلی ریاست‌جمهوری ۸ درصد کمتر شد. او معترضان جمهوری اسلامی را دگرگون‌خواه توصیف کرد و اصلاح‌طلبان را ناتوان از جذب آن‌ها. منتقدان و مخالفان جمهوری اسلامی از جمله حسین رزاق، عدم مشارکت شصت درصد مردم را نه گفتن اکثریت قاطع مردم به علی خامنه‌ای تفسیر کردند. سارا کرمانیان، کارشناس روابط بین‌الملل، اذعان داشت نمی‌توان اکثریت تحریم‌کننده را در خواسته‌های خود خیلی یکدست و همگون در نظر گرفت اما در سال‌های گذشته حقوق مردم به صورت سیستماتیک توسط حاکمیت نقض شده است. مهدی نصیری، فعال سیاسی، نیز با اشاره به تحریم انتخابات، «تداوم نظامی ضد جمهوریت، سرکوبگر، عمیقاً فاسد و ناکارآمد که هیچ رئیس‌جمهوری نمی‌تواند آن را اصلاح کند» را همچنان سنگین‌ترین، هولناک‌ترین و تراژیک‌ترین مسئله ایران و تحریم‌کنندگان انتخابات دانست.
حسین باستانی در مقاله‌ای مخالفان جمهوری اسلامی را از طیف‌های گوناگون با نظرات مختلف خواند و نتیجه گرفت نمی‌توان تمام اقلیتی را که در انتخابات شرکت کرده‌اند؛ موافق حکومت و مخالف براندازی دانست. او با اشاره به تحریم بی‌سابقه انتخابات اخیر و اعتراضات متناوب ضدحکومتی، جامعه را دارای پتانسیل قوی اعتراضی دانست که خواستار تغییرات بنیادین است.

## مناظرات تلویزیونی

### دور اول
مناظرات تلویزیونی دور اول انتخابات با حضور شش کاندیدا از ۲۸ خرداد ۱۴۰۳ آغاز شد و تا ۵ تیر ادامه داشت. چهار مناظرهٔ نخست از ساعت ۲۰ تا ۲۴ برگزار شد. مناظرهٔ پنجم و آخر ساعت ۱۲:۳۰ برگزار شد.
مطابق نظرسنجی ایسپا، ۷۳ درصد مردم مناظره اول را تماشا نکردند و تنها ۷ درصد مردم پیگیر جدی اخبار انتخاباتی هستند. مجری مناظرات مهدی خسروی بود و ساختار آن اینگونه طراحی شده بود که هر نامزد در سه نوبت ۸ دقیقه‌ای به سوالات کارشناسانی که به صورت ضبط‌شده پخش می‌شد، پاسخ می‌دادند و در پایان ۶ دقیقه فرصت جمع‌بندی داشتند. سوالات هر مناظره پیش از برگزاری به ستادهای نامزدان اعلام می‌شد. چند نماینده مجلس و فعالان سیاسی در گفتگو با خبرنگاران روزنامه دنیای اقتصاد، شیوه اجرای مناظره‌ها را غیرجذاب ارزیابی کردند. به عقیده آن‌ها مناظره‌ها چالش‌برانگیز نبود و میان نامزدها گفتگو ایجاد نمی‌کرد و از طرفی دیگر فرصت ۸ دقیقه‌ای برای بیان برنامه‌ها کافی نبود. همچنین به عقیده آن‌ها نامزدها کلی‌گویی می‌کردند و صرفاً شعار می‌دادند. روزنامه جام‌جم نیز در گزارشی با تیتر «مناظره به جای مناقشه» ضمن دفاع از شیوه اجرای مناظره‌ها، ارزیابی کرد که در این دوره فضایی فراهم شده است تا به جای درگیری نامزدها با همدیگر، افشاگری آن‌ها علیه هم و ایجاد دعوا و زد و خورد، نامزدها در فضایی آرام به تشریح برنامه‌های خود بپردازند تا مخاطب بتواند آن‌ها را با همدیگر مقایسه کند.

### دور دوم
با راهیابی پزشکیان و جلیلی به دور دوم انتخابات، دو مناظره میان این دو در ۱۱ و ۱۲ تیر از ساعت ۲۱:۳۰ برگزار شد.
برای اولین بار پس از مناظره‌های انتخابات ریاست‌جمهوری ۱۳۸۸، مناظره رو در روی دو نامزد انتخاباتی برگزار شد. ساختار برنامه بدین صورت بود که مجری سوالاتی اختصاصی از هر نامزد در موضوعات مختلف مطرح می‌کرد که براساس مواضع خود کاندیدا یا ستاد او طراحی شده بود و نامزدها حق داشتند در طول مناظره صحبت همدیگر را قطع کرده و یکدیگر را به چالش بکشند. در جریان مناظره اول مسعود پزشکیان با ذکر اینکه در صورتی که سعید جلیلی تعهد کند رشد اقتصادی ۸ درصد را محقق می‌کند؛ او از انتخابات کنار می‌کشد ولی اگر رشد اقتصادی رخ نداد؛ جلیلی را اعدام کنید؛ خبرساز شد. محمود امیری‌مقدم، مدیر سازمان حقوق بشر ایران، در واکنش به صحبت پزشکیان او را متهم به قبح‌زدایی از اعدام و عادی جلوه دادن آن کرد. خبرگزاری مهر در گفتگو با یک کارشناس رسانه، شیوه اجرای مناظره‌ها را ناعادلانه دانست. بر اساس این گزارش سوالاتی که مجری از دو نامزد مطرح کرد، بی‌طرفانه نبود و از طرفی عدالت در خصوص تخصیص زمان یکسان به هر دو نامزد وجود نداشت. محمدحسین رنجبران، از مسئولان سابق صدا و سیما، پس از مناظره‌ها با اشاره به حضور متعدد تیم سعید جلیلی در ساختار مدیریت تلویزیون، صدا و سیما را در خدمت جلیلی دانست. مطابق نظرسنجی ایسپا، ۳۴ درصد مردم مناظره اول و ۳۹٬۸ درصد مناظره دوم را تماشا کرده‌اند. ۴۶٫۵ درصد از مردم هم حداقل یکی از مناظره‌های دور دوم را تماشا کردند.

## نتایج

### دور نخست
رئیس ستاد انتخابات تا قبل از ظهر شنبه ۹ تیر نتایج انتخابات را اعلام کرد.
|                                                 | مسعود پزشکیان                                   | اصلاح‌طلب                                        | مستقل                                           | اصلاحات                                         | ۱۰٬۴۱۵٬۹۹۱ | ۴۲٫۴۵  |  |  |
|                                                 | سعید جلیلی                                      | اصول‌گرا                                         | مستقل                                           | پایداری                                         | ۹٬۴۷۳٬۲۹۸  | ۳۸٫۶۱  |  |  |
|                                                 | محمدباقر قالیباف                                | اصول‌گرا                                         | پیشرفت و عدالت                                  | شورای ائتلاف                                    | ۳٬۳۸۳٬۳۴۰  | ۱۳٫۷۹  |  |  |
|                                                 | مصطفی پورمحمدی                                  | اصول‌گرا                                         | روحانیت مبارز                                   | شورای وحدت                                      | ۲۰۶٬۳۹۷    | ۰٫۸۴   |  |  |
|                                                 | رأی‌های سفید و باطله                             | رأی‌های سفید و باطله                             | رأی‌های سفید و باطله                             | رأی‌های سفید و باطله                             | ۱٬۰۵۶٬۱۵۹  | ۴٫۳۱   |  |  |
|                                                 |                                                 |                                                 |                                                 |                                                 |            |        |  |  |
| مجموع کل رأی‌ها                                  |                                                 |                                                 |                                                 |                                                 |            |        |  |  |
| رأی‌های داخلی/درصد مشارکت داخلی                  | رأی‌های داخلی/درصد مشارکت داخلی                  | رأی‌های داخلی/درصد مشارکت داخلی                  | رأی‌های داخلی/درصد مشارکت داخلی                  | رأی‌های داخلی/درصد مشارکت داخلی                  | ۲۴٬۵۳۵٬۱۸۵ | ۳۹٫۹۲٪ |  |  |
| رأی‌های خارجی/درصد مشارکت خارجی                  | رأی‌های خارجی/درصد مشارکت خارجی                  | رأی‌های خارجی/درصد مشارکت خارجی                  | رأی‌های خارجی/درصد مشارکت خارجی                  | رأی‌های خارجی/درصد مشارکت خارجی                  | ۹۷٬۹۶۷     | نامشخص |  |  |
|                                                 |                                                 |                                                 |                                                 |                                                 |            |        |  |  |
| واجدان شرایط رأی‌دهی/درصد کل واجدان شرایط رأی‌دهی | واجدان شرایط رأی‌دهی/درصد کل واجدان شرایط رأی‌دهی | واجدان شرایط رأی‌دهی/درصد کل واجدان شرایط رأی‌دهی | واجدان شرایط رأی‌دهی/درصد کل واجدان شرایط رأی‌دهی | واجدان شرایط رأی‌دهی/درصد کل واجدان شرایط رأی‌دهی | ۶۱٬۴۵۲٬۳۲۱ | ۱۰۰٪   |  |  |
| رأی‌ندادگان داخلی/درصد عدم مشارکت داخلی          | رأی‌ندادگان داخلی/درصد عدم مشارکت داخلی          | رأی‌ندادگان داخلی/درصد عدم مشارکت داخلی          | رأی‌ندادگان داخلی/درصد عدم مشارکت داخلی          | رأی‌ندادگان داخلی/درصد عدم مشارکت داخلی          | ۳۶٬۹۱۷٬۱۳۶ | ۶۰٫۰۸٪ |  |  |
| رأی‌ندادگان خارجی/درصد عدم مشارکت خارجی          |                                                 |                                                 |                                                 |                                                 |            |        |  |  |
| منبع:                                           |                                                 |                                                 |                                                 |                                                 |            |        |  |  |

| نمودار میله‌ای | نمودار میله‌ای | نمودار میله‌ای | نمودار میله‌ای | نمودار میله‌ای |
| ------------- | ------------- | ------------- | ------------- | ------------- |
|               |               |               |               |               |
| پزشکیان       | پزشکیان       |               | ۴۲٫۴۵٪        | ۴۲٫۴۵٪        |
| جلیلی         | جلیلی         |               | ۳۸٫۶۱٪        | ۳۸٫۶۱٪        |
| قالیباف       | قالیباف       |               | ۱۳٫۷۹٪        | ۱۳٫۷۹٪        |
| پورمحمدی      | پورمحمدی      |               | ۰٫۸۴٪         | ۰٫۸۴٪         |
| باطله         | باطله         |               | ۴٫۳۱٪         | ۴٫۳۱٪         |

| نامزد | نامزد               | گرایش               | حزب                 | ائتلاف              | رأی    | ٪               |
| ----- | ------------------- | ------------------- | ------------------- | ------------------- | ------ | --------------- |
|       | سعید جلیلی          | اصول‌گرا             | مستقل               | پایداری             | ۴۸٬۰۴۲ | ۴۹              |
|       | مسعود پزشکیان       | اصلاح‌طلب            | مستقل               | اصلاحات             | ۳۲٬۵۸۲ | ۳۳٫۳            |
|       | محمدباقر قالیباف    | اصول‌گرا             | پیشرفت و عدالت      | شورای ائتلاف        | ۱۳٬۲۱۵ | ۱۳٫۵            |
|       | مصطفی پورمحمدی      | اصول‌گرا             | روحانیت مبارز       | شورای وحدت          | ۱٬۰۶۲  | ۱٫۱             |
|       | رأی‌های سفید و باطله | رأی‌های سفید و باطله | رأی‌های سفید و باطله | رأی‌های سفید و باطله | ۳٬۰۶۶  | ۳٫۱             |
|       | کل آراء             | کل آراء             | کل آراء             | کل آراء             | ۹۷٬۹۶۷ |                 |
| منابع | منابع               | منابع               | منابع               | منابع               | منابع  | [ ۱۲۰ ] [ ۱۲۱ ] |

#### مشارکت در دور اوّل به تفکیک هر استان
میزان مشارکت دور اوّل در مقایسه با دورهٔ پیشین انتخابات ریاست‌جمهوری با روندی کاهشی همراه بود و تنها در استان قم افزایش یافت.
جدول مقایسهٔ آمار مشارکت دو دورهٔ اخیر به شرح زیر است:
| استان                    | ۱۴۰۰  | ۱۴۰۳ (دور اوّل) | ۱۴۰۳ (دور دوم) | میزان تغییرات (دور اوّل)(%) | میزان تغییرات (دور دوم) (٪) |
| ------------------------ | ----- | -------------- | -------------- | -------------------------- | --------------------------- |
| شهر تهران                | ۲۶    | ۲۳             | _              | ۳-                         | _                           |
| کردستان                  | ۳۷٫۳۷ | ۲۳             | ۲۹٫۲۴          | ۱۴٫۳۷-                     | ۸٫۱۳-                       |
| خوزستان                  | ۴۹٫۹  | ۲۹٫۶           | ۳۷٫۷           | ۲۰٫۴-                      | ۱۲٫۲-                       |
| سیستان و بلوچستان        | ۶۲٫۷۵ | ۴۰             | ۵۱             | ۲۲٫۷۵-                     | ۱۱٫۸-                       |
| گیلان                    | ۵۷٫۳۵ | ۳۲٫۰۶          | ۴۳٫۹           | ۲۵٫۲۹-                     | ۱۳٫۴۵-                      |
| سمنان                    | ۵۴٫۲  | ۴۹٫۱۱          | ۵۵٫۶۴          | ۵٫۰۹-                      | ۱٫۴۴+                       |
| کرمانشاه                 | ۴۶٫۰۴ | ۳۱٫۵           | ۴۲             | ۱۴٫۵۴-                     | ۴٫۰۴-                       |
| لرستان                   | ۴۸٫۱۶ | ۳۵             | ۴۷             | ۱۳٫۱۶-                     | ۱٫۱۶-                       |
| گلستان                   | ۶۱    | ۴۱٫۰۶          | ۵۰٫۵۵          | ۱۹٫۹۴-                     | ۱۰٫۴۵-                      |
| البرز                    | ۴۱٫۴  | ۴۰٫۱۳          | ۴۸٫۸۱          | ۱٫۲۷-                      | ۷٫۴۱+                       |
| فارس                     | ۴۸٫۷۳ | ۳۶٫۲۵          | ۴۸٫۱           | ۱۲٫۷-                      | ۰٫۶۳-                       |
| چهارمحال و بختیاری       | ۵۴٫۴  | ۳۸             | ۴۷٫۹           | ۱۶٫۴-                      | ۶٫۵-                        |
| مرکزی                    | ۴۹٫۹۴ | ۳۹٫۴           | ۴۸٫۸           | ۱۰٫۵۴-                     | ۱٫۱۴-                       |
| همدان                    | ۴۶٫۵  | ۴۰             | ۴۸             | ۶٫۵-                       | ۱٫۵+                        |
| آذربایجان غربی           | ۴۶٫۸  | ۴۰٫۱           | ۵۱٫۳           | ۶٫۷-                       | ۴٫۵+                        |
| اصفهان                   | ۴۳٫۸  | ۴۱             | ۴۸٫۵۶          | ۲٫۸-                       | ۴٫۷۶+                       |
| مازندران                 | ۶۰٫۸۰ | ۴۱٫۸           | ۵۲٫۱۹          | ۱۹-                        | ۸٫۶۱-                       |
| قزوین                    | ۵۲٫۳  | ۴۲٫۸۰          | ۵۱٫۳۲          | ۹٫۵-                       | ۰٫۹۸-                       |
| آذربایجان شرقی           | ۴۴٫۳  | ۴۴             | ۶۲٫۲۲          | ۰٫۳-                       | ۱۷٫۹۲+                      |
| خراسان شمالی             | ۶۳٫۹  | ۴۴٫۵           | ۵۳٫۴           | ۱۹٫۴-                      | ۱۰٫۵-                       |
| کهگیلویه و بویراحمد      | ۶۲٫۵۹ | ۴۹٫۳           | ۶۴٫۷           | ۱۳٫۲۹-                     | ۲٫۱۱+                       |
| کرمان                    | ۶۰٫۵۸ | ۴۵             | ۵۵             | ۱۵٫۵۸-                     | ۵٫۶-                        |
| استان تهران (+شهر تهران) | ۳۴٫۴  | ۳۳             | ۳۹٫۷           | ۱٫۴-                       | ۵٫۳+                        |
| بوشهر                    | ۵۸٫۷  | ۴۶٫۵           | ۵۷٫۱۲          | ۱۲٫۲-                      | ۱٫۵۸-                       |
| اردبیل                   | ۵۵    | ۴۸٫۰۵          | ۶۵٫۵           | ۶٫۹۵-                      | ۱۰٫۵+                       |
| زنجان                    | ۵۳٫۷  | ۴۶             | ۵۷٫۳           | ۷٫۷-                       | ۳٫۶+                        |
| ایلام                    | ۶۳٫۱  | ۴۷             | ۵۶٫۷۸          | ۱۶٫۱-                      | ۶٫۳۲-                       |
| هرمزگان                  | ۵۸٫۷  | ۴۸             | ۵۲٫۹           | ۱۰٫۷-                      | ۵٫۸-                        |
| خراسان رضوی              | ۵۵٫۰۹ | ۴۹٫۳۹          | ۵۷٫۹۸          | ۵٫۶۰-                      | ۲٫۸۹+                       |
| قم                       | ۵۳٫۱۷ | ۵۶٫۰۲          | ۶۴٫۳۸          | ۲٫۱۵+                      | ۱۱٫۱۸+                      |
| یزد                      | ۵۸٫۴۵ | ۵۸٫۱۸          | ۶۹٫۴۴          | ۰٫۲۷-                      | ۱۰٫۹۴+                      |
| خراسان جنوبی             | ۷۴٫۳۸ | ۶۰٫۱۵          | ۷۰٫۸۰          | ۱۴٫۲۳-                     | ۳٫۵۸-                       |

### دور دوم

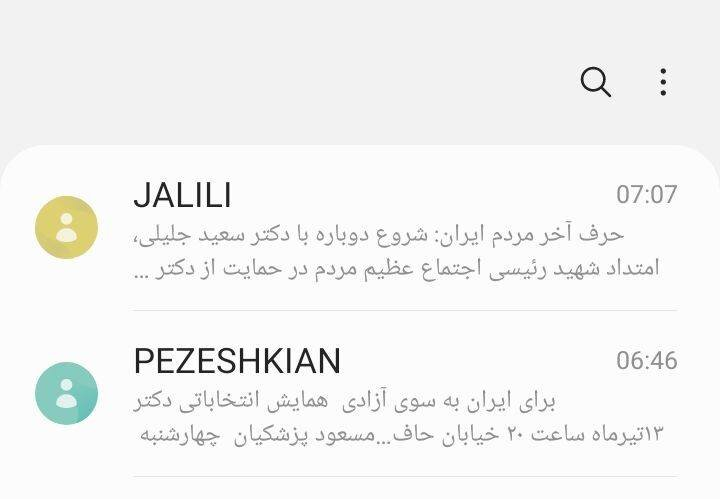
پیامک‌های تبلیغاتی پزشکیان و جلیلی

براساس تأیید وزارت کشور و به دلیل عدم کسب اکثریت مطلق آراء، این انتخابات میان دو نام نامزد برگزیده (سعید جلیلی و مسعود پزشکیان) در دور دوم ادامه یافت. براساس قانون اساسی جمهوری اسلامی، دور دوم در نخستین جمعه پس از دور اول انتخابات (۱۵ تیر) برگزار شد.
دور دوم این انتخابات از ساعت ۸ صبح در ایران آغاز شد. آخرین مهلت شرکت در انتخابات ساعت ۱۸ بود که با تأیید وزارت کشور، ابتدا تا ۲۰، سپس تا ۲۲ و در نهایت تا بامداد ۱۶ تیرماه تمدید شد. با پایان شمارش آراء، ریاست جمهوری مسعود پزشکیان با اکثریت اعلام شد. وی نهمین رئیس‌جمهور تاریخ جمهوری اسلامی ایران است.
نتیجه شمارش آراء به شرح زیر است:
|                                 | مسعود پزشکیان                   | اصلاح‌طلب                        | مستقل                           | اصلاحات                         | ۱۶٬۳۸۴٬۴۰۳ | ۵۳٫۶۷  |  |
|                                 | سعید جلیلی                      | اصول‌گرا                         | مستقل                           | پایداری                         | ۱۳٬۵۳۸٬۱۷۹ | ۴۴٫۳۴  |  |
|                                 | رأی‌های سفید و باطله             | رأی‌های سفید و باطله             | رأی‌های سفید و باطله             | رأی‌های سفید و باطله             | ۶۰۷٬۵۷۵    | ۱٫۹۹   |  |
|                                 |                                 |                                 |                                 |                                 |            |        |  |
| مجموع کل رأی‌ها ( میزان مشارکت ) | مجموع کل رأی‌ها ( میزان مشارکت ) | مجموع کل رأی‌ها ( میزان مشارکت ) | مجموع کل رأی‌ها ( میزان مشارکت ) | مجموع کل رأی‌ها ( میزان مشارکت ) | ۳۰٬۵۳۰٬۱۵۷ | (۴۹٫۸) |  |
| منبع:                           |                                 |                                 |                                 |                                 |            |        |  |

| نمودار میله‌ای دور دوم | نمودار میله‌ای دور دوم | نمودار میله‌ای دور دوم | نمودار میله‌ای دور دوم | نمودار میله‌ای دور دوم |
| --------------------- | --------------------- | --------------------- | --------------------- | --------------------- |
|                       |                       |                       |                       |                       |
| پزشکیان               | پزشکیان               |                       | ۵۳٫۶۷٪                | ۵۳٫۶۷٪                |
| جلیلی                 | جلیلی                 |                       | ۴۴٫۳۴٪                | ۴۴٫۳۴٪                |
| باطله                 | باطله                 |                       | ۱٫۹۹٪                 | ۱٫۹۹٪                 |

### مشارکت در دوم دوم به تفکیک هر استان
میزان مشارکت انتخابات در دور دوم در تمام استان‌ها روندی افزایشی داشت. نرخ مشارکت در استان تهران اعلام نشده است.
جدول مقایسهٔ آمار مشارکت دور اوّل و دوم انتخابات به شرح زیر است:
| استان               | ۱۴۰۳ (دور اول) | ۱۴۰۳ (دور دوم) | تغییرات نسبت به دور اول(%) |
| ------------------- | -------------- | -------------- | -------------------------- |
| شهر تهران           | ۲۳             | —              | —                          |
| کردستان             | ۲۳             | ۲۹٫۲۴          | ۶٫۲۴+                      |
| خوزستان             | ۲۹٫۶           | ۴۰٫۷           | ۱۴٫۱+                      |
| سیستان و بلوچستان   | ۳۰             | ۵۱             | ۲۱+                        |
| گیلان               | ۳۱٫۳           | ۴۳٫۹           | ۱۲٫۶+                      |
| سمنان               | ۳۲             | ۵۵٫۶۴          | ۲۳٫۶۴+                     |
| کرمانشاه            | ۳۲٫۸           | ۳۹٫۲           | ۶٫۴+                       |
| لرستان              | ۳۵             | ۴۷             | ۱۲+                        |
| گلستان              | ۳۶             | ۵۰٫۵۵          | ۱۴٫۵۵+                     |
| البرز               | ۳۶             | ۴۹٫۸۱          | ۱۳٫۸۱+                     |
| فارس                | ۳۶٫۳           | ۴۸             | ۱۱٫۷+                      |
| چهارمحال و بختیاری  | ۳۸             | ۴۷٫۹           | ۹٫۹+                       |
| مرکزی               | ۳۹٫۴           | ۴۸٫۸           | ۹٫۴+                       |
| همدان               | ۴۰             | ۴۸             | ۸+                         |
| آذربایجان غربی      | ۴۰٫۱           | ۶۲٫۲۲          | ۲۲٫۱۲+                     |
| اصفهان              | ۴۱             | ۴۸٫۵۶          | ۷٫۵۶+                      |
| مازندران            | ۴۱٫۸           | ۵۲٫۱۹          | ۱۰٫۳۹+                     |
| قزوین               | ۴۲             | ۵۱٫۳۲          | ۹٫۳۲+                      |
| آذربایجان شرقی      | ۴۴             | ۶۲٫۲۲          | ۱۸٫۲۲+                     |
| خراسان شمالی        | ۴۴٫۵           | ۵۳٫۴           | ۸٫۹+                       |
| کهگیلویه و بویراحمد | ۴۵             | ۶۴٫۷           | ۱۹٫۷+                      |
| کرمان               | ۴۵             | ۵۵             | ۱۰+                        |
| استان تهران         | ۴۵             | —              | —                          |
| بوشهر               | ۴۶             | ۵۷٫۱۲          | ۱۱٫۱۲+                     |
| اردبیل              | ۴۶             | ۶۵٫۵           | ۱۹٫۵+                      |
| زنجان               | ۴۶             | ۵۷٫۳           | ۱۱٫۳+                      |
| ایلام               | ۴۷             | ۵۶٫۷۸          | ۹٫۷۸+                      |
| هرمزگان             | ۴۸             | ۵۲٫۹           | ۴٫۹+                       |
| خراسان رضوی         | ۴۹٫۲           | ۵۷٫۹۸          | ۸٫۷۸+                      |
| قم                  | ۵۷             | ۶۴٫۳۸          | ۷٫۳۸+                      |
| یزد                 | ۵۸٫۳           | ۶۶٫۴۴          | ۸٫۱۴+                      |
| خراسان جنوبی        | ۶۰٫۳           | ۷۰٫۸           | ۱۰٫۵+                      |

### نقشه‌ها و نمودارها

#### دور نخست

برنده دور اول بر اساس استان
نتایج دور اول درصدی براساس استان
نتایج دور اول بر اساس استان. مساحت هر استان بر اساس جمعیت رأی دهندگان آن متناسب شده است
میزان رای قالیباف

#### دور دوم

برنده دور دوم بر اساس استان
نتایج دور دوم درصدی براساس استان
نتایج دور دوم بر اساس استان. مساحت هر استان بر اساس جمعیت رأی دهندگان آن متناسب شده است
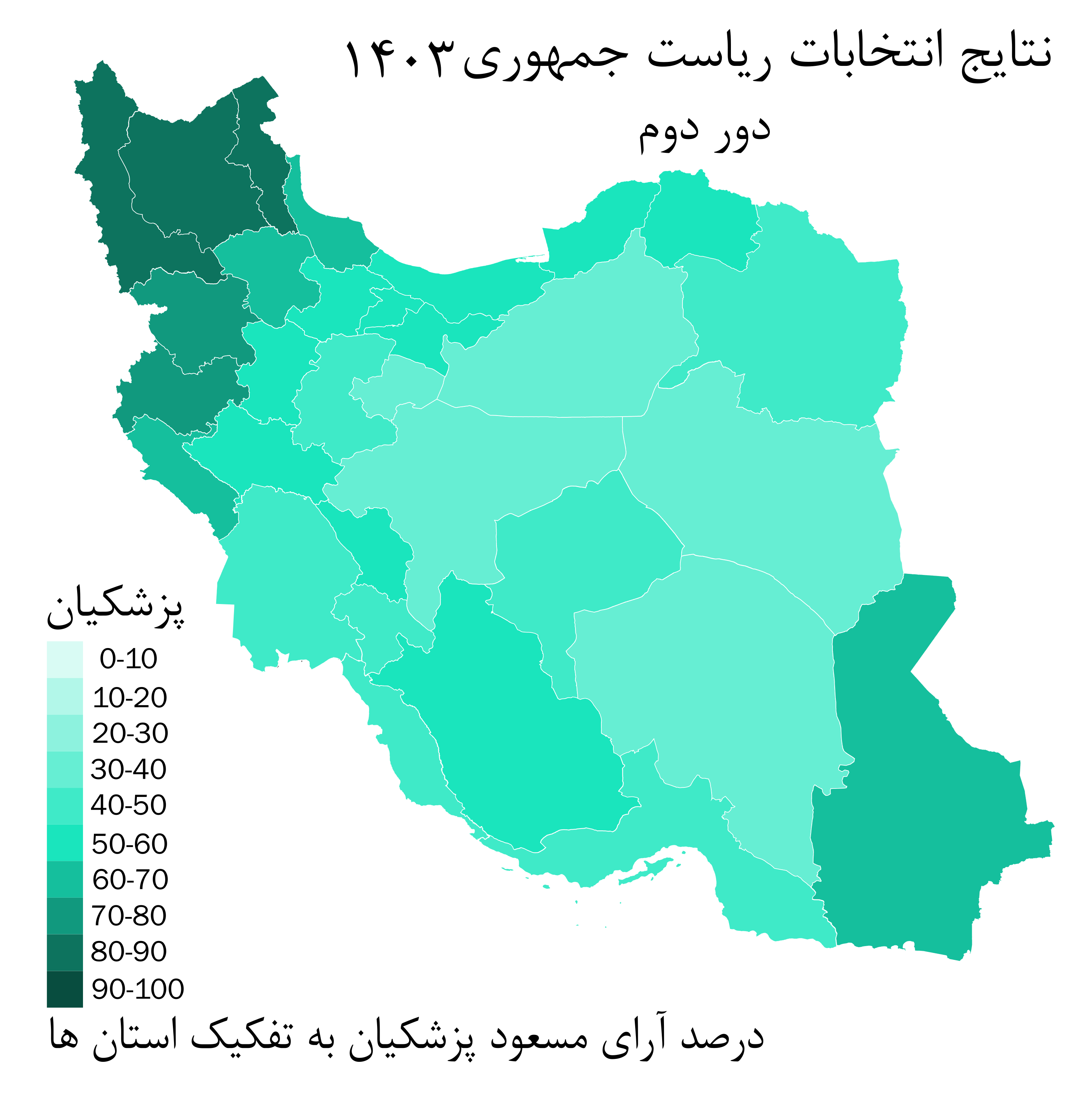
آرای پزشکیان بر اساس استان
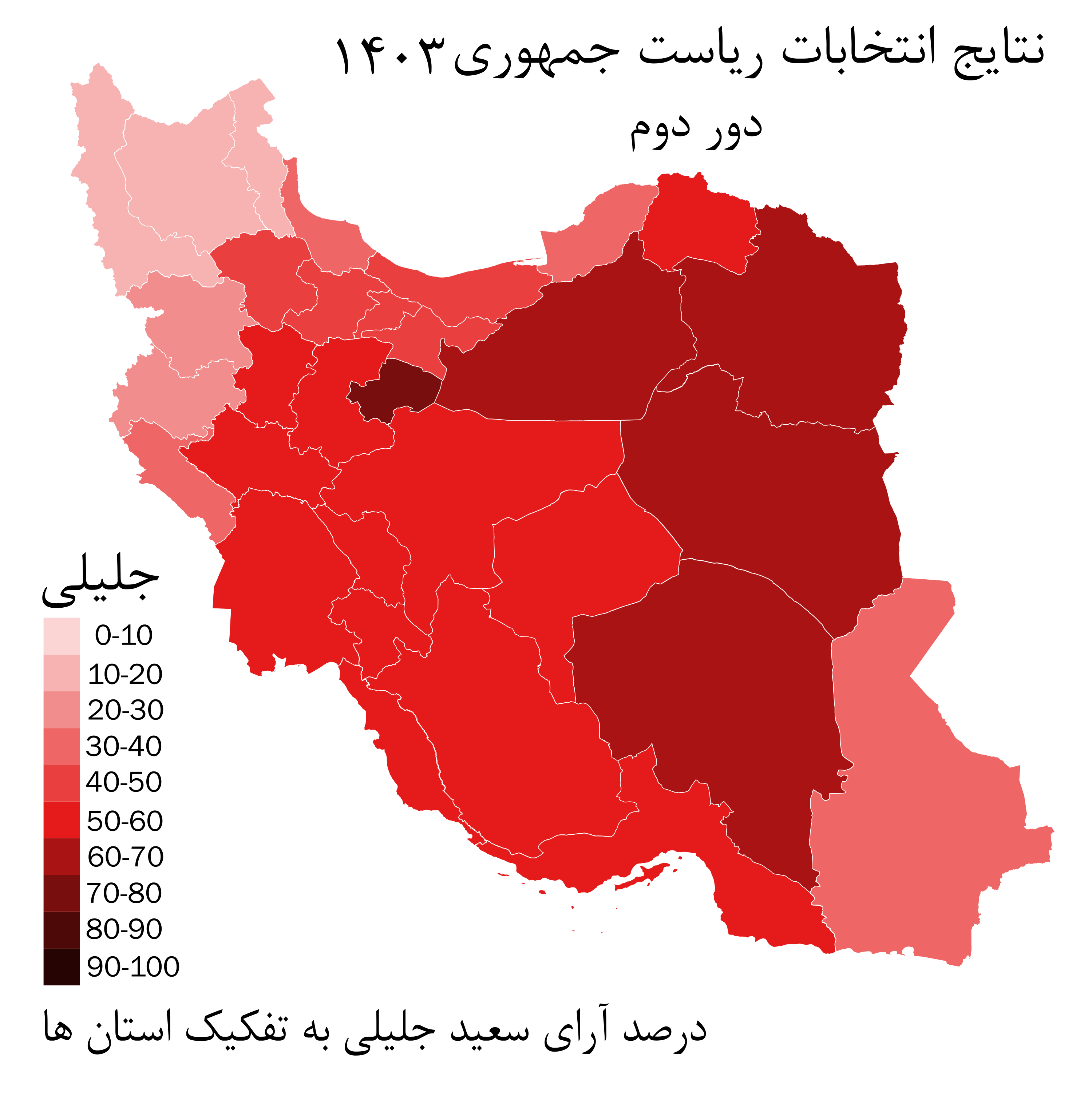
آرای جلیلی بر اساس استان
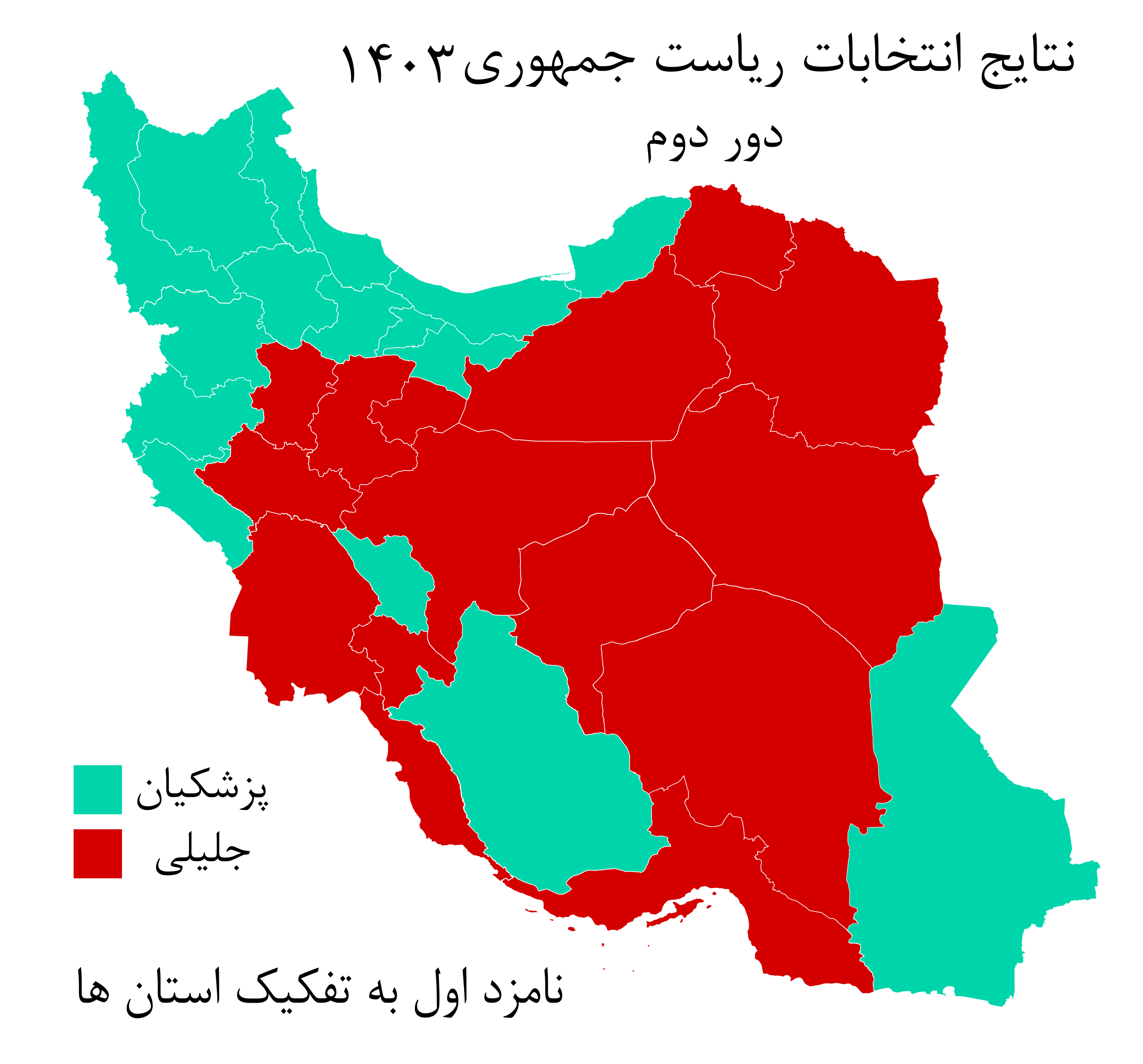
دور دوم ، نتیجه به تفکیک استان

#### مشارکت

مشارکت در دور نخست بر اساس استان
مشارکت در دور دوم بر اساس استان

## واکنش‌ها

### بین‌المللی
- الجزایر: عبدالمجید تبون، رئیس‌جمهور الجزایر پیروزی مسعود پزشکیان در انتخابات ریاست‌جمهوری ایران را تبریک گفت و بر عزم و اراده کشورش برای تقویت روابط و همکاری با جمهوری اسلامی ایران تأکید کرد.[۱۲۸]
- ارمنستان: واهاگن خاچاطوریان، رئیس‌جمهور ارمنستان در پیامی پیروزی مسعود پزشکیان در انتخابات را تبریک گفت و برای او آرزوی موفقیت کرد. نیکول پاشینیان، نخست‌وزیر ارمنستان نیز در پیامی خطاب به مسعود پزشکیان برگزیده شدن او به عنوان نهمین رئیس‌جمهور ایران را تبریک و نسبت به اجرایی شدن توافقات مشترک دو کشور و گسترش روابط ابراز اطمینان کرد.[۱۲۹][۱۳۰]
- جمهوری آذربایجان: الهام علی‌اف، رئیس‌جمهور جمهوری آذربایجان با ارسال پیامی به مسعود پزشکیان، پیروزی او را در انتخابات ریاست‌جمهوری تبریک گفت. وی در پیام خود از او برای سفر به جمهوری آذربایجان نیز دعوت کرد.[۱۳۱]
- بحرین: حمد بن عیسی آل خلیفه، پادشاه بحرین در پیامی خطاب به پزشکیان، پیروزی او در انتخابات ریاست‌جمهوری ایران را تبریک گفت.[۱۳۲]
- بلاروس: الکساندر لوکاشنکو، رئیس‌جمهور بلاروس در پیامی، پیروزی مسعود پزشکیان در انتخابات ریاست‌جمهوری ایران را تبریک گفت و از وی برای یک سفر رسمی به بلاروس دعوت کرد. او در این پیام خواهان تقویت روابط تهران و مینسک شد.[۱۳۳]
- بولیوی: لوئیس آرسه، رئیس‌جمهور بولیوی با تبریک پیروزی مسعود پزشکیان در انتخابات ریاست‌جمهوری ابراز امیدواری کرد که روابط دو جانبه با ایران تقویت شود.[۱۳۴]
- چین: شی جین پینگ، رئیس‌جمهور چین در پیامی انتخاب مسعود پزشکیان به‌عنوان نهمین رئیس‌جمهور ایران را تبریک گفت.[۱۳۵]
- کوبا: میگل دایاز-کانل، رئیس‌جمهور کوبا در پیامی پیروزی مسعود پزشکیان در چهاردهمین دوره انتخابات ریاست‌جمهوری را به وی تبریک گفت.[۱۳۶]
- مصر: عبدالفتاح السیسی، رئیس‌جمهور مصر در پیامی به مسعود پزشکیان رئیس‌جمهور منتخب ایران، پیروزی وی در انتخابات ریاست‌جمهوری را تبریک گفت.[۱۳۷]
- گرجستان: ایراکلی کوباخیدزه، نخست‌وزیر گرجستان با تبریک به مسعود پزشکیان برای پیروزی در انتخابات ریاست‌جمهوری ایران گفت اطمینان دارد که تلاش‌های وی آینده روشن، با ثبات و امن ایران را تأمین خواهد کرد.[۱۳۸]
- هند: نارندرا مودی، نخست‌وزیر هند پیروزی مسعود پزشکیان را تبریک گفت. او با انتشار پیامی در حساب ایکس خود خطاب به پزشکیان نوشت: «انتخاب شما به عنوان رئیس‌جمهوری اسلامی ایران را تبریک می‌گویم. مشتاقانه منتظر همکاری نزدیک با شما برای تقویت بیشتر روابط دوجانبه گرم و طولانی مدت به نفع مردم و منطقه هستیم.»[۱۳۹]
- عراق: عبداللطیف رشید، رئیس‌جمهور عراق، پیروزی مسعود پزشکیان، در انتخابات ریاست‌جمهوری ایران را تبریک گفت. او در پیام خود خواهان تقویت بیشتر روابط میان عراق و ایران شد. محمد شیاع السودانی، نخست‌وزیر عراق نیز انتخاب مسعود پزشکیان را به‌عنوان رئیس‌جمهور منتخب ایران تبریک گفت. او بر عمق روابط دو کشور دوست و همسایه و همچنین اهمیت تداوم هماهنگی‌ها در بالاترین سطوح در تمامی زمینه‌ها و در راستای منافع مشترک ایران و عراق تأکید کرد.[۱۴۰][۱۴۱]
- ژاپن: وزارت امور خارجه ژاپن با صدور بیانیه‌ای اعلام کرد که توکیو گفتگوها با دولت جدید در تهران را تقویت خواهد کرد. در این بیانیه تأکید شد که ژاپن امیدوار است تا ایران در دوران ریاست‌جمهوری مسعود پزشکیان نقش سازنده‌ای برای کاهش تنش‌ها و تثبیت اوضاع در خاورمیانه ایفا کند.[۱۴۲]
- اردن: ملک عبدالله دوم، پادشاه اردن پیامی به مناسبت پیروزی مسعود پزشکیان در چهاردهمین انتخابات ریاست‌جمهوری ایران منتشر کرد و انتخاب او را تبریک گفت.[۱۴۳]
- کویت: مشعل الاحمد الجابر الصباح، امیر کویت در پیامی پیروزی مسعود پزشکیان را تبریک گفت و برای وی آرزوی موفقیت کرد.[۱۴۴]
- مالزی: انور ابراهیم نخست‌وزیر مالزی ضمن تبریک پیروزی مسعود پزشکیان در انتخابات ریاست‌جمهوری ایران اعلام کرد که این نتیجه، منعکس‌کننده روح پویای دموکراسی و آینده‌ای نویدبخش برای ایران است.[۱۴۵]
- موریتانی: محمد ولد غزوانی، رئیس‌جمهور موریتانی در پیامی خطاب به مسعود پزشکیان پیروزی او را در انتخابات ریاست‌جمهوری تبریک گفت و انتخاب او از سوی مردم ایران را نشانه اعتماد آنها به وی توصیف کرد.[۱۴۶]
- پاکستان: آصف‌علی زرداری، رئیس‌جمهور پاکستان پیروزی مسعود پزشکیان در انتخابات ریاست‌جمهوری ایران را تبریک گفت و ابراز امیدواری کرد که در دوره جدید، روابط دو کشور قوی‌تر شود. شهباز شریف، نخست‌وزیر پاکستان در پیامی خطاب به مسعود پزشکیان گفت: «پیروزی شما را در انتخابات ریاست‌جمهوری ایران تبریک گفته و مشتاقانه آماده همکاری با شما برای تحکیم روابط دیرینه و ارتقای صلح منطقه‌ای هستم.» ایاز صادق، رئیس مجلس ملی پاکستان نیز با ارسال پیامی پیروزی مسعود پزشکیان در انتخابات ریاست‌جمهوری ایران را تبریک گفت.[۱۴۷][۱۴۸]
- قطر: شیخ تمیم بن حمد آل ثانی، امیر قطر با صدور پیامی پیروزی مسعود پزشکیان در چهاردهمین دوره انتخابات ریاست‌جمهوری ایران را به وی تبریک گفت.[۱۴۹]
- روسیه: ولادیمیر پوتین، رئیس‌جمهور روسیه انتخاب مسعود پزشکیان به عنوان نهمین رئیس‌جمهور ایران را تبریک گفت. پوتین ابراز امیدواری کرد که همکاری‌ها با ایران در همه زمینه‌ها، ازجمله «به نفع بهبود امنیت منطقه» افزایش یابد.[۱۵۰]
- عربستان سعودی: ملک سلمان، پادشاه عربستان سعودی و محمد بن سلمان، ولیعهد عربستان سعودی پیروزی مسعود پزشکیان در انتخابات ریاست‌جمهوری را تبریک گفتند و خواهان توسعه روابط بین دو کشور به منظور ارتقای امنیت و صلح منطقه‌ای و بین‌المللی شدند.[۱۵۱]
- صربستان: الکساندر ووچیچ، رئیس‌جمهور صربستان در پیام تبریکی خطاب به رئیس‌جمهوری منتخب ایران گفت: «ریاست جمهوری مسعود پزشکیان برای ایران سعادت و رفاه به ارمغان می‌آورد.»[۱۵۲]
- کره جنوبی: یون سوک یول، رئیس‌جمهور کره جنوبی در پیامی به مسعود پزشکیان پیروزی وی در چهاردهمین دوره انتخابات ریاست جمهوری را تبریک گفت. دولت کره‌جنوبی نیز پیروزی مسعود پزشکیان در چهاردهمین انتخابات ریاست‌جمهوری ایران را تبریک گفت و نسبت به بهبود روابط بین تهران و سئول در دوره ریاست‌جمهوری مسعود پزشکیان ابراز امیدواری کرد.[۱۵۳][۱۵۴]
- سوریه: بشار اسد، رئیس‌جمهور سوریه در پیامی انتخاب مسعود پزشکیان به‌عنوان رئیس‌جمهور منتخب جمهوری اسلامی ایران را تبریک گفت و خطاب به وی تصریح کرد: «ما با شما در راستای تقویت روابط راهبردی سوریه و ایران و گشودن چشم‌اندازهای نویدبخش جدید برای همکاری دوجانبه گام برخواهیم داشت.»[۱۵۵]
- تاجیکستان: امامعلی رحمان، رئیس‌جمهور تاجیکستان با صدور پیامی ضمن آرزوی موفقیت برای مسعود پزشکیان، از رئیس‌جمهوری منتخب ایران برای سفر به تاجیکستان دعوت به عمل آورد.[۱۵۶]
- ترکیه: رجب طیب اردوغان، رئیس‌جمهور ترکیه در پیامی به مسعود پزشکیان رئیس‌جمهور منتخب ایران پیروزی او در چهاردهمین انتخابات ریاست‌جمهوری ایران را تبریک گفت و بیان کرد که در دوره او همکاری میان ایران و ترکیه بیش از پیش استحکام خواهد یافت.[۱۵۷]
- ترکمنستان: قربانقلی بردی‌محمداف، رهبر ملی مردم ترکمن و رئیس مصلحت خلق ترکمنستان در پیامی به مسعود پزشکیان انتخاب وی به‌عنوان رئیس‌جمهور ایران را تبریک گفت و نسبت به توسعه بیش از پیش روابط دو کشور ابراز امیدواری کرد.[۱۵۸]
- ونزوئلا: ایوان گیل، وزیر امور خارجه ونزوئلا در بیانیه‌ای پیروزی مسعود پزشکیان در انتخابات ریاست‌جمهوری ایران را تبریک گفت و اعلام کرد که رئیس‌جمهور منتخب ایران از حمایت کامل نیکلاس مادورو برخوردار است.[۱۵۹]
- امارات متحده عربی: محمد بن زاید آل نهیان، رئیس امارات متحده عربی در بیانیه ای پیروزی مسعود پزشکیان در انتخابات را تبریک گفت. وی در ادامه افزود من برای پزشکیان آرزوی موفقیت در خدمت به کشور خود و دستیابی به آرزوهای ملت آن را دارم و مشتاقانه منتظر همکاری با وی در راستای منافع کشور و ملت‌های ایران و امارات هستم. همچنین محمد بن راشد آل مکتوم، نخست‌وزیر امارات متحده عربی نیز بیانیه ای مشابه صادر کرد.[۱۶۰]
- ایالات متحده آمریکا: وزارت امور خارجه ایالات متحده آمریکا در واکنش به نتیجه انتخابات در ایران اعلام کرد که انتخابات در ایران «آزاد و عادلانه» نبوده و «شمار قابل توجهی از ایرانیان تصمیم گرفتند اصلاً در آن شرکت نکنند». این نهاد اعلام کرد که انتظار ندارد این انتخابات به «تغییرات بنیادین در سیاست‌های ایران یا احترام بیشتر برای حقوق‌بشر برای شهروندان خود» منجر شود.[۱۶۱]
- ازبکستان: شوکت میرضیایف، رئیس‌جمهور ازبکستان در پیامی با تبریک به مسعود پزشکیان برای برگزیده شدن به‌عنوان نهمین رئیس‌جمهور ایران گفت: «بسیار خرسندم انتخاب جنابعالی به‌عنوان رئیس‌جمهور جمهوری اسلامی ایران را تبریک صمیمانه و آرزوی موفقیت عرض نمایم.»[۱۶۲]
- عمان: هیثم بن طارق آل سعید، سلطان عمان در بیانیه ای ضمن تبریک به مسعود پزشکیان برای او آرزوی موفقیت کرد.[۱۶۳]
- اقلیم کردستان عراق: نچیروان ادریس بارزانی، رئیس اقلیم کردستان طی پیامی انتخاب مسعود پزشکیان رئیس‌جمهور منتخب ایران را تبریک گفت و بر توسعه روابط دوستانه و ادامه همکاری‌های مشترک تأکید کرد.[۱۶۴][۱۶۵][۱۶۶][۱۶۷]